# Ovoviviparisme
L'ovoviviparisme és un terme antiquat i poc precís que pretén descriure l'estratègia reproductiva pròpia de diferents animals amb la qual els ous romanen a l'interior de la femella fins al moment de llur desclosa. A diferència del viviparisme, la progènie no tindria cap relació nutritiva amb la mare si bé sovint n'hi ha una mica i actualment es prefereix parlar simplement de oviparisme i viviparisme, que poden ser lecitotròfics o matrotròfics. Lecitotròfia seria quan els embrions obtenen els nutrients del sac vitel·lí i matrotròfia seria quan hi ha una placenta o similar, si bé hi ha un continu entre aquestes dues estratègies. Serien ovovivípars diferents peixos com ara alguns taurons o els pecílids, alguns rèptils com ara serps, i diversos invertebrats. És una estratègia que permet protegir els ous contra predadors o temperatures massa baixes.
La majoria de les espècies conserven els ous dins del tracte genital. Rheobatrachus silus (extingit el 1981) deixava madurar els ous dins de l'estómac. Entre els calàpets de Surinam i Pipa parva mascle sol recuperar els ous fecundats i posar-los en replecs de l'epidermis dorsal de la femella. Els cavalls marins també tenen replecs per a la incubació en la pell.
En certes espècies, els ous s'obren dins de l'oviducte i els embrions tenen òrgans que permeten absorbir nutrients secretats per l'organisme mare, perquè no hi ha placenta. El naixement és molt semblant a un naixement vivípar. En certes salamandres, només dues larves, una per oviducte, es desenvolupen fins a la metamorfosi completa, i s'alimenten de les larves més tardanes (adelfofàgia, mengen els «germans») o dels ous (ovofàgia). És el cas de la salamandra del Pirineu (Salamandra s. bernadezi) o la salamandra negra (Salamandra s. atra). Hom pot parlar de viviparisme sense placenta.